# Kermendin
Kermendin (madžarsko Körmend, tudi Kirment) je mesto na Madžarskem, ki upravno spada v podregijo Kermendin Železne županije.